# Mitos y leyendas del mundo
Mitos y leyendas del mundo (Myths and folks around the world, según su título original) Este libro contiene una antología sobre algunos de los tantos mitos y leyendas alrededor del mundo, fue elaborado por Robert R. Potter y H. Alan Robinson, con contribuciones de Magdalena Martínez Carreño dentro de la versión en español.

## Argumento
Estos autores crearon su obra con la finalidad de exponer los valores y virtudes contenidos en los mismos. Con la intención de lograrlo de forma más práctica además este libro contiene un apartado de palabras claves a forma de comprender mejor las lecturas y está dividido por zonas geográficas que se muestran a continuación.

## Contenido

### Introducción
Nos presenta un panorama general sobre los diversos mitos y leyendas que se irán presentando en la obra y la importancia y finalidad por la cual se hizo la recopilación.

### Mitos y Leyendas

#### De Grecia y Roma

Grecia

- El Mito de Faetón
- Ícaro y Dédalo
- Ceres y Proserpina
- Orfeo y Eurídice
- Prometeo y Pandora
- Pigmalión
- Baucis y Filemón
- Eco y Narciso
- El rey Midas y el toque de oro
- Ulises y Circe
- Ulises y las sirenas
- Ulises y los cíclopes
- Ulises regresa a casa
- Cupido y Psique
- La prueba de Psique

#### Del Norte de Europa

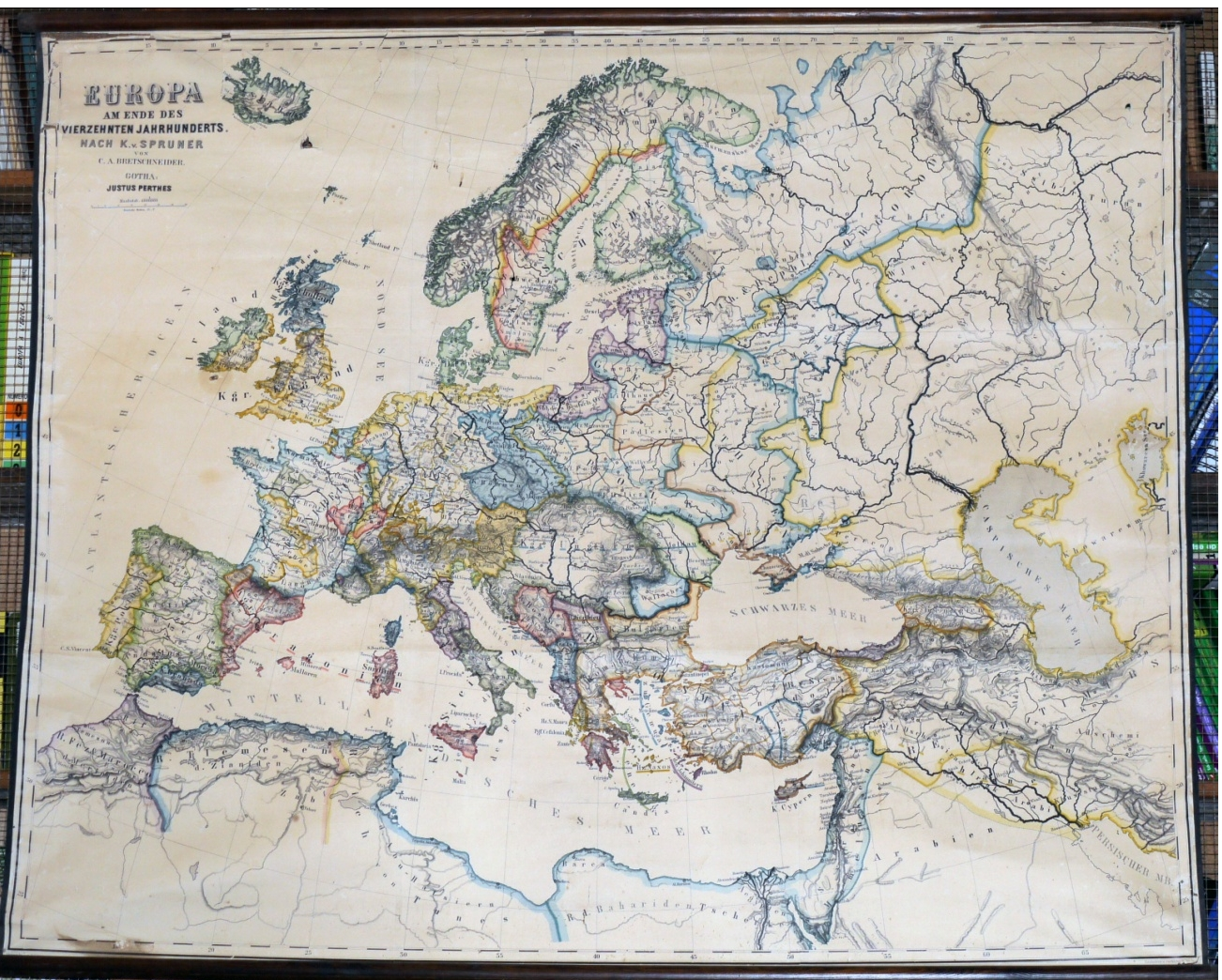
Europa

- La maza de Thor
- El crepúsculo de los dioses
- Sir Gawain y el Caballero Verde
- Dama Godiva y Tomás el Fisgón
- El Flautista de Hámelin
- Guillermo Tell

#### Del Este de Europa
- La mirada maléfica
- El pez de oro
- La carrera de Igor Ivanov
- El granjero y la serpiente

#### Del Oriente Medio

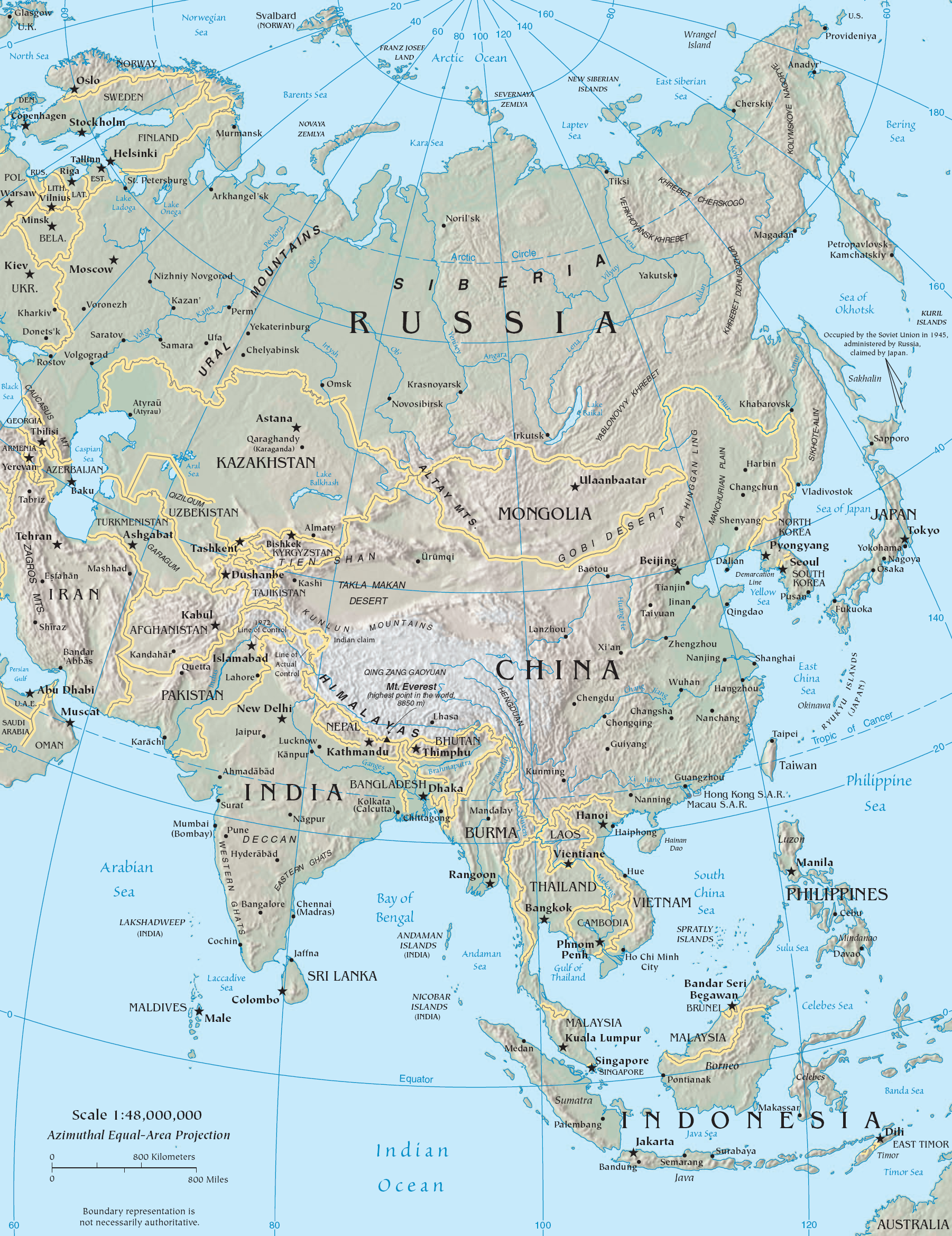
Asia

- Una historia dentro de una historia dentro de una historia
- El concurso del califa
- Abú el festivo
- El regreso de Abú a la vida

#### Del Lejano Oriente
- Chang Fu-Yen y el juez sabio
- Un esposo para Tama
- La gran campana de China
- El hombre más perezoso de Laos

#### De África

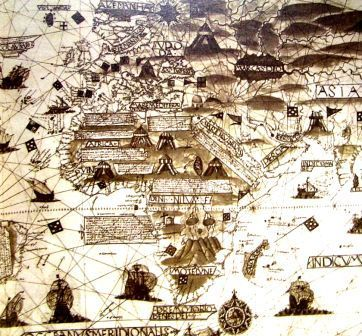
África

- el conejo en la luna
- El león y el Sr. Hambre
- Kintu y la ley del amor
- Goso, el maestro

#### De las Américas
- El hombre triste del norte
- Historia de los cuatro soles (escrito por Magdalena Martínez)
- Consejos a muchachos y mues una venezolana chachas aztecas
- El sol de luces verdes (escrito por Magdalena Martínez)
- La creación del mundo
- El hombre bueno y su llama
- Palabras sabias de los guaraníes
- La oveja de san Cristóbal
- Primera historia de amor
- Cómo Pocahontas salvó mi vida
- La Mula sin Cabeza

## Páginas de mitos y leyendas del mundo
- http://www.elsotano.com/libro-mitos-y-leyendas-del-mundo-10034374
- http://www.goodreads.com/book/show/819326.Mitos_y_Leyendas_del_Mundo

- Datos: Q19844262